# Annabel Croft
Annabel Croft (* 12. Juli 1966 in Farnborough) ist eine britische Fernsehmoderatorin und ehemalige Tennisspielerin.

## Karriere
Sie spielte von 1982 bis 1988 auf der Damentour. Im Jahr 1984 gewann sie bei den Juniorinnen zwei Grand-Slam-Titel im Einzel, bei den Australian Open und in Wimbledon. In ihrer Profikarriere gewann sie 1985 ihren einzigen Titel auf der WTA Tour. 1985 und 1986 spielte sie insgesamt elfmal für die britische Fed-Cup-Mannschaft; dabei gelangen ihr neun Siege.
Bereits im Alter von 21 Jahren zog sie sich vom professionellen Tennissport zurück. Seitdem arbeitet sie als Kommentatorin und Moderatorin für verschiedene TV-Sender (Channel 4, Sky Sports, Eurosport). Annabel Croft lebt mit ihren drei Kindern in London. Ihr Mann starb im Mai 2023.

## Turniersieg

### Einzel
| Nr. | Datum          | Turnier   | Kategorie | Belag     | Finalgegnerin  | Ergebnis  |
| --- | -------------- | --------- | --------- | --------- | -------------- | --------- |
| 1.  | 29. April 1985 | San Diego | WTA       | Hartplatz | Wendy Turnbull | 6:0, 7:65 |

## Abschneiden bei Grand-Slam-Turnieren

### Einzel
| Turnier         | 1982 | 1983 | 1984 | 1985 | 1986  | 1987 | 1988 | Karriere |
| --------------- | ---- | ---- | ---- | ---- | ----- | ---- | ---- | -------- |
| Australian Open | —    | —    | 1    | 1    | n. a. | —    | 1    | 1        |
| French Open     | —    | —    | 1    | 1    | 2     | 1    | —    | 2        |
| Wimbledon       | 1    | 1    | 3    | 1    | 1     | 2    | —    | 3        |
| US Open         | —    | 1    | 1    | 2    | 3     | 2    | —    | 3        |

Zeichenerklärung: S = Turniersieg; F, HF, VF, AF = Einzug ins Finale / Halbfinale / Viertelfinale / Achtelfinale; 1, 2, 3 = Ausscheiden in der 1. / 2. / 3. Hauptrunde; Q1, Q2, Q3 = Ausscheiden in der 1. / 2. / 3. Runde der Qualifikation; n. a. = nicht ausgetragen

### Doppel
| Turnier         | 1984 | 1985 | 1986  | 1987 | Karriere |
| --------------- | ---- | ---- | ----- | ---- | -------- |
| Australian Open | 1    | AF   | n. a. | —    | AF       |
| French Open     | 2    | 1    | 1     | 1    | 2        |
| Wimbledon       | —    | 1    | 1     | 1    | 1        |
| US Open         | 1    | 1    | 1     | —    | 1        |

### Mixed
| Turnier         | 1983  | 1984  | 1985  | 1986  | 1987 | Karriere |
| --------------- | ----- | ----- | ----- | ----- | ---- | -------- |
| Australian Open | n. a. | n. a. | n. a. | n. a. | —    | —        |
| French Open     | —     | 1     | —     | 1     | —    | 1        |
| Wimbledon       | 1     | 1     | 1     | 1     | 2    | 2        |
| US Open         | 1     | 1     | —     | —     | —    | 1        |